# Ilhas Willis

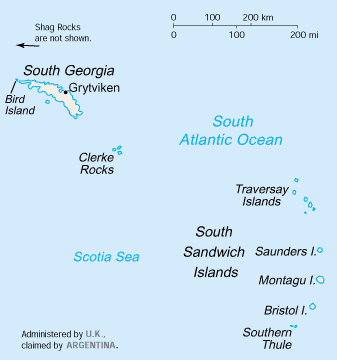

As ilhas Willis (54° 00′ S, 38° 11′ O)  são um pequeno arquipélago situado a oeste da ilha principal de Geórgia do Sul, nas Ilhas Geórgia do Sul e Sandwich do Sul, território britânico ultramarino. Situam-se a 3,2 km a oeste da ilha Bird. 
Foram descobertas em 1775 pelo capitão James Cook, e nomeadas pelo membro da tripulação que primeiramente avistou as ilhas.